# Iryna Pamiałowa
Iryna Pamiałowa (biał. Ірына Уладзіміраўна Памялова; ur. 5 kwietnia 1990) – białoruska kajakarka. Brązowa medalistka olimpijska z Londynu (2012).
Zawody w 2012 były jej jedynymi igrzyskami olimpijskimi. Brąz zdobyła w kajakowej czwórce na dystansie 500 metrów. Osadę tworzyły również Nadzieja Papok, Wolha Chudzienka i Maryna Pautaran. W 2011 wywalczyła w tej konkurencji brąz mistrzostw świata. Na mistrzostwach Europy w kajakarstwie zdobyła dwa medale: złoto w 2011 i srebro w 2012.